# Zosterops minutus
Zosterops minutus — вид воробьиных птиц из семейства белоглазковых.

## Распространение
Эндемики острова Лифу (группа островов Луайоте, Новая Каледония). Обитают в лесах и зарослях. На том же острове обитают еще два эндемичных вида из рода Zosterops, причем представители одного из них, Zosterops inornatus, крупнее, а другого, Zosterops lateralis, мельче представителей Zosterops minutus.

## Описание
Вокруг глаза белое кольцо. Окрашены птицы в зелёно-желтой гамме.

## Биология
Миграций не совершают.

## Охранный статус
МСОП присвоил виду охранный статус LC.